# Монгольская жаба
Монгольская жаба (лат. Strauchbufo raddei) — вид бесхвостых земноводных из семейства жаб, единственный представитель рода жабы Штрауха (лат. Strauchbufo). Распространена на юге Восточной Сибири, в Монголии, на Дальнем Востоке России, Северном Китае и крайнем севере КНДР. Видовое латинское название дано в честь российского натуралиста Густава Ивановича Радде (1831—1903).

## Описание
Общая длина достигает 8,9 см. Наблюдается половой диморфизм: самки крупнее самцов. Туловище уплощённое, с округло-заострённой спереди головой. Кончик её иногда косо срезанный от ноздрей. Паротиды уплощённые, удлинённо-овальной формы, сильно расширены в передней части. Барабанная перепонка выражена чётко. Глаза выпуклые. Задние конечности короткие, пальцы относительно тонкие. Плавательная перепонка недостаточно развита, только у основания пальцев. Бугорки на пальцах почти всегда одинарные. Внешний пяточный бугорок небольшой. Самцы обладают нечётным внутренним горловым резонатором. Кожа сверху покрыта многочисленными бородавками разной величины, гладкими у самок, но часто с колючими шипами у самцов.
Рисунок окраски очень изменчив. Пятна разной формы и размера образуют сложный рисунок, который особенно чётко выражен у взрослых самок. Вдоль середины спины проходит чёткая светлая полоса. Тёмные пятна, чаще коричневого или каштанового, иногда тёмно-оливкового или зеленовато-серого цвета, блёклые, расположены на значительно более светлом фоне палевого, бежевого, светло-коричневого, светло-серого, реже золотистого цвета. Иногда пятна покрывают почти всю поверхность спины. Помимо крупных бородавок на теле, часто внутри пятен, есть мелкие бугорки преимущественно красного цвета. Снизу окраска серо-белого или желтоватого цвета, пятна на горле и брюхе встречаются редко. В целом окраска этой жабы может колебаться от светло-песочного до тёмно-оливкового в зависимости как от состояния особей, так и характера местообитания.

## Распространение
Известна от северных границ КНДР (долина реки Ялуцзян и окрестности города Расон) через Дальний Восток России (Амурская область, Еврейская автономная область, Хабаровский и Приморский края), северный и северо-восточный Китай и восточную и центральную Монголию до озера Байкал. На Дальнем Востоке распространена в долинах Амура и Уссури и их притоков. Северная граница проходит по северному Приамурью, южнее по Зее к нижнему течению Амура. В бассейне Уссури встречается западнее Сихотэ-Алиня, кроме его южного склона, где населяет бассейны рек, впадающих в Тихий океан. На севере Китая распространена в Гирине и северном Хэйлунцзяне. В Монголии является наиболее широко распространённым видом амфибий и населяет все природные зоны, кроме высокогорий. Встречается по всей стране, кроме Заалтайской Гоби между отрогами Монгольского Алтая на западе, хребтом Эрдэнгийн-нуру на севере и 102° в. д. на востоке, а также западной части страны, отделённой Монгольским Алтаем. В Байкальском регионе населяет южное и центральное Забайкалье — от Джидинского района Бурятии и южных склонов хребта Хамар-Дабан до впадения реки Шилка в Амур в Забайкальском крае. Северная граница ареала проходит здесь от Читы по реке Ингода и далее на северо-восток вдоль долин Шилки и её левых притоков. Изолированный участок ареала имеется на юге Иркутской области, одновременно являясь наиболее северным в регионе. Южная граница ареала проходит по низкогорным частям восточного Цинхая, Ганьсу, северному Шаньси к северному Хэбэю. Изолированные популяции известны с севера Хэнаня и полуострова Шаньдун. Известны популяции на островах Амура, дельты Селенги, Байкала, Ханки и на севере Сахалина.
Занесена в Красную Книгу Бурятии.

## Образ жизни
Населяет лесостепи и степи, широкие поймы и долины рек и озёр, межгорные котловины, везде предпочитая открытые места низменным. Встречается в горах до высоты 3800 м над уровнем моря, как на заболоченных, так и на сухих участках, иногда на расстоянии в 1,5—2 км от ближайшего водоёма. Обычны на заливных вейнико-осоковых и других лугах, ивово-кустарниковых зарослях по берегам рек, в разреженных дубравах, но избегают крупных лесных массивов. Нередко живут на территории дач, посёлков и городов.
Активность в период размножения дневная, в остальное время — сумеречная. В качестве тайников использует трещины в почве, кочки, заросли травы, корни кустарника, лежащие предметы, норы, может скрываться на дне водоёмов в растительности, иногда зарывается в песок. В посёлках с наступлением темноты собираются в местах, освещённых электричеством, где охотятся на насекомых.
Питается муравьями, жуками, бабочками, стрекозами, прямокрылыми, пауками и многоножками. Сеголетки поедают преимущественно клещей, тлей и трипсов. Головастики потребляют, главным образом, детрит и водоросли, реже животные корма.
На зимовку уходит в сентябре—начале октября. Зимует на суше в песчаной почве, в норах грызунов, реже под пнями, стогами сена, в подвалах и погребах, однако больших скоплений не образуют. Пробуждается в конце апреля—начале мая при температуре воздуха 14°С, воды 10°С и выше.
Продолжительность жизни до 10 лет.

## Размножение
Половая зрелость наступает в возрасте 2—4 лет. Размножается в небольших хорошо прогреваемых старицах и протоках глубиной до 50 см, лужах глубиной до 15 см, на пойменных лугах и небольших озёрах. Большой глубины и быстрого течения избегает.
Самки приходят к водоёмам на 4—5 дней позже самцов. Поющие самцы легко различимы благодаря светлым резонаторам, которые раздуваются как шар. Жабы располагаются в прибрежной зоне (1—10 м) и на глубине до 20 см. Икрометание проходит в мае-июне. Шнуры длиной в среднем 3—4 м откладываются на подводные растения или на дно водоёма.
Плодовитость самки составляет от 1070 до 4670 икринок. Диаметр яйцеклетки 1,7—1,9 мм. Икринки выходят из тела самки в виде двух шнуров. Личинки появляются через 3—5 суток, метаморфоз длится 53—60 дней. Сеголетки длиной около 10—12 мм покидают водоёмы в конце июня-начале августа. Иногда они расселяются в виде сплошной массы, и множество их погибает, в частности на дорогах.